# Carrer Major de Corbera d'Ebre
El Carrer Major de Corbera d'Ebre és una via pública del municipi de Corbera d'Ebre (Terra Alta). Un conjunt de cases d'aquest carrer formen part de l'Inventari del Patrimoni Arquitectònic de Catalunya.

## Descripció
Es tracta del conjunt de cases situades al carrer Major, antigament el centre del poble, on es trobaven les famílies més adinerades. Són edificis entre mitgeres de planta baixa i pis (4m d'alçada aproximadament). Aquests edificis per la seva part posterior formen part del poble nou i estan habitades. Actualment som a magatzems agrícoles o no s'utilitzen. Entre les runes dels edificis d'aquest carrer es troben nombrosos arcs apuntats de pedra, restes del que va ser el nucli urbà més antic. Al mig del carrer es conserva un porxo que forma part d'alguna de les cases del costat. Encara s'aguanta amb arc molt rebaixat i bigues de fusta. A sobre del porxo es conserven restes de tancament de totxo i una balconada metàl·lica.

## Història
Al cap del carrer es trobaven els antics jutjats, sota els murs del castell. L'edifici fou destruït durant la Guerra Civil, i encara s'hi troben runes.